# Dothan (Alabama)
Dothan è una città degli Stati Uniti d'America situata nel sud-est dello Stato dell'Alabama. È il capoluogo della Contea di Houston, e parti della città si trovano sul territorio delle contee di Dale e Henry.
È la città principale della zona che comprende tutte le contee di Geneva, Henry e Houston. Dal momento che circa un quarto di tutte le arachidi raccolte negli Stati Uniti proviene da quest'area, Dothan si è data il soprannome altisonante di "Capitale mondiale delle arachidi" ("The Peanut Capital of the World").
Il nome della città deriva da un passo della Bibbia, Genesi 37:17 - «E quell'uomo gli disse: "Son partiti di qui, perché li ho uditi che dicevano: Andiamocene a Dotan".»

## Amministrazione

### Gemellaggi
- Sakado, dal 1988
- Alajuela, dal 1989